# Weinstadt
Weinstadt là một thị xã ở huyện Rems-Murr, trong Baden-Württemberg, Đức. Đô thị này có diện tích 31,71 km², dân số thời điểm ngày 31 tháng 12 năm 2006 là 26.302 người. Đô thị này tọa lạc approx. 15 km về phía đông của Stuttgart.
Nhà lịch sử hàng hải Jürgen Rohwer đã sinh sống ở đây.